# Fiammetta Modena
Fiammetta Modena (Perugia, 20 giugno 1965) è una politica italiana, senatrice della Repubblica per Forza Italia dal 2018.

## Biografia
Nata nel 1965 a Perugia, figlia dell'avvocato Marzio Modena, dopo aver frequentato il liceo classico "Annibale Mariotti" nel capoluogo umbro, dove si è diplomata nel 1984, consegue la laurea in giurisprudenza nel 1990.
Svolta la pratica forense presso lo studio del padre, sostiene l'esame di Stato per l'abilitazione all'esercizio della professione, iscrivendosi, così, all'albo degli avvocati presso l'ordine di Perugia il 20 dicembre 1993. Da allora svolge la professione di avvocato nel capoluogo umbro. Il suo settore d’elezione è quello civile e commerciale, con particolare dedizione alla composizione stragiudiziale e alla consulenza. Nel 2007 costituisce l'Associazione professionale Studio Legale Modena con la sorella Laura, penalista.
A luglio 2018 la famiglia Modena finanzia a Perugia il restauro della Fonte della Lomellina.

## Attività politica

### Consigliera regionale
Fiammetta Modena avvia il suo percorso politico sin dagli anni del liceo. Nel 1995 viene eletta Consigliere regionale dell’Umbria nella lista Forza Italia - Polo Popolare con 1452 preferenze. Dal 1999 al 2004 è consigliere comunale di Costacciaro. Rieletta nel 2000 con 6292 preferenze e nel 2005 con 5295 preferenze, ha ricoperto, nel tempo, vari incarichi:  vicepresidente della commissione regolamenti, presidente della commissione statuto, presidente del gruppo consiliare di Forza Italia e del Popolo della Libertà. Dal 2004 al 2005 è vicepresidente del Consiglio Regionale dell'Umbria.
Alle elezioni politiche del 2006 si candida per la Camera dei deputati, sempre con Forza Italia senza essere eletta. viene ricandidata nel 2008 con il Popolo della Libertà, non sarà eletta. 
Candidata alle elezioni regionali in Umbria del 2010 alla presidenza della regione Umbria per il centrodestra, ottiene quasi 170 000 voti. A diventare presidente è, però, Catiuscia Marini (coalizione di centrosinistra) e Modena diviene portavoce dell'opposizione in consiglio regionale.
Il 16 novembre 2013, con la sospensione delle attività del PdL, aderisce alla rinascita di Forza Italia.
Durante il suo percorso politico, Modena si è sempre occupata della crescita della classe dirigente politica del centro-destra, vedendo, tra l'altro, Andrea Romizi, avvocato dello Studio Modena, diventare sindaco di Perugia, il primo di centro-destra nel capoluogo umbro dal 1946, e Luca Briziarelli, suo collaboratore durante il primo periodo della consiliatura regionale, venire eletto senatore della Repubblica nel 2018 per la Lega.

### Elezione a senatrice
Alle elezioni politiche del 2018 viene candidata nelle liste di Forza Italia come capolista al Senato nella circoscrizione umbra e viene eletta Senatrice il 4 marzo del 2018.
Nel dicembre 2019 è tra i 64 firmatari (di cui 41 di Forza Italia) per il referendum sul taglio dei parlamentari: pochi mesi prima i senatori berlusconiani avevano disertato l'aula in occasione della votazione sulla riforma costituzionale.
A maggio 2021, secondo l'associazione Openpolis, per il gruppo parlamentare di Forza Italia-UDC Modena detiene un primato speciale, quello delle maggiori presenze in aula e del maggior numero di provvedimenti firmati e discussi a Palazzo Madama. Nello stesso anno presenta una relazione alla Giunta per le immunità del Senato, che propone di sollevare un conflitto di attribuzione con i PM di Firenze di fronte alla Corte costituzionale rispetto al sequestro della corrispondenza elettronica di Marco Carrai (avvocato di Matteo Renzi) nell'inchiesta Open, che viene votata con 14 voti a favore, 2 contrari e diverse astensioni.
In contemporanea ha svolto il ruolo di Consigliere giuridico responsabile delle questioni attinenti al piano integrato PA e PNRR del Ministro della Funzione pubblica  sino alla scadenza del mandato governativo.
Alle elezioni politiche del 2022 viene ricandidata nelle liste di Forza Italia come capolista al Senato nella circoscrizione umbra, ma non viene rieletta.
Da novembre 2022 è stata nominata Consigliere per i rapporti istituzionali e l’attività legislative e parlamentari del Ministro della Università e della Ricerca.
Con decreto del Ministro della Giustizia a febbraio 2023 è stata nominata Capo della Segreteria tecnica del Viceministro della Giustizia, Francesco Paolo Sisto.